# Cueca chilota
Cueca chilota é uma das variantes regionais do dança chilena homônima, onde um casal —um homem e uma mulher— segue um padrão misto sem tocar-se nem olhar-se, ainda que também pode se adaptar para trio; este tipo de cueca «é muito saltada e zapateada para entrar em calor, e a mulher procura ao homem, que é mais indiferente que no centro de Chile», e em algumas áreas do Arquipélago de Chiloé tem uma forte conotação religiosa.